# 決戦 (コーエー)
『決戦』（けっせん）は、2000年3月4日にコーエー（現・コーエーテクモゲームス）から発売されたPlayStation 2用シミュレーションゲーム。関ヶ原の戦いや大坂の陣を題材にした内容。「決戦シリーズ」の第1作にあたる。2012年7月25日より、PlayStation 2アーカイブスとして配信されている。

## 概要
PlayStation 2のハード発売日に発売されたローンチソフトの一つ。
徳川家康率いる東軍、または石田三成率いる西軍、の総大将のどちらかを選び、もう一方の軍と戦う。史実をベースにしているが、ゲームのシステム上アレンジも多く、西軍が関ヶ原の戦いで勝利したり黒田如水が西軍の総大将になるなどの架空の展開も用意されている。
合戦はリアルタイムで状況が変化する。移り変わる状況を見極めて武将の戦況に適した指示を出すことになる。敵軍隊の布陣状況を把握し、それに応じて有利な判断も必要となる。
一度東西両軍をクリアすると5段階に難易度を設定できる。

## ストーリー
1600年9月、江戸を発った徳川家康は本隊を率い東海道を西へと進軍。すでに先発していた東軍諸将が美濃赤坂に陣を敷いており、家康も合流し備えようとしていた。そんな中偶然にも、赤坂手前の濃霧立ち込める杭瀬川付近で、家康は石田三成の部隊と遭遇する。天下分け目の戦いが今、始まろうとしていた…。

### プレイできる合戦
- 杭瀬川遭遇戦
- 関ヶ原の戦い
- 水口突破戦
- 上田退却戦
- 播磨決戦
- 瀬田攻防戦
- 大坂夏の陣
- 富士の合戦
- 箱根死守戦
- 江戸冬の陣
- 関ヶ原決戦

## 登場キャラクター
ナレーション：野田圭一

### 東軍
- 徳川家康：玄田哲章
- 徳川秀忠：阪口大助
- 本多正信：八奈見乗児
- 本多忠勝：岸野幸正
- 榊原康政：江川央生
- 井伊直政：石川英郎
- 福島正則：屋良有作
- 藤堂高虎：川津泰彦
- 細川忠興：松野太紀
- 黒田長政：掛川裕彦
- 伊達政宗：置鮎龍太郎
- 片倉小十郎：三浦祥朗
- 井伊直孝：阪口大助
- 本多忠朝：阪口大助

### 西軍
- 石田三成：森功至
- 島左近：野田圭一
- 真田幸村：堀秀行
- 真田昌幸：柴田秀勝
- 大谷吉継：塩沢兼人
- 島津義弘：郷里大輔
- 小西行長：田中一成
- 宇喜多秀家：松野太紀
- 毛利秀元：阪口大助
- 吉川広家：松野太紀
- 安国寺恵瓊：川津泰彦
- 小早川秀秋：阪口大助
- 松野重元：村上陽
- 長宗我部盛親：田中一成
- 明石全登：徳山靖彦
- 上杉景勝：置鮎龍太郎
- 前田慶次：田中一成
- 豊臣秀頼：松野太紀
- 後藤又兵衛：川津泰彦
- 木村重成：置鮎龍太郎

### 九州軍
- 黒田如水：阪脩
- 加藤清正：徳山靖彦
- 立花宗茂：置鮎龍太郎

### 女性キャラ
- お勝：藤田淑子
- サイゾウ：西川宏美
- サスケ：岩崎陽子
- コスケ：神田朱未
- 淀君：小山茉美
- 千姫：神田朱未
- ガラシャ：西川宏美

## 兵種
- 槍隊
- 弓隊
- 鉄砲隊（女鉄砲隊）
- 騎馬隊
- 槍騎馬隊
- 騎馬鉄砲隊（女騎馬鉄砲隊）
- くのいち隊
- 足軽隊